# مودی بلو
مودی بلو (به انگلیسی: Moody Blue) بیست و چهارمین و آخرین آلبوم استودیویی الویس پرسلی خواننده و موسیقیدان آمریکایی است که چهار هفته قبل از مرگ وی در ژوئیه ۱۹۷۷ توسط آرسی‌ای رکوردز شد. این آلبوم ترکیبی از کارهای زنده و استودیویی بود و شامل چهار قطعه از جلسات نهایی ضبط استودیو پرسلی در اکتبر ۱۹۷۶ و دو قطعه باقی‌مانده از جلسه قبلی Graceland در فوریه ۱۹۷۶ بود.